# András Schiff
Sir András Schiff (maďarská výslovnost [ˌɒndraːʃ ˈʃifː], narozen 21. prosince 1953 Budapešť) je britský klavírní virtuos a dirigent židovského původu.

## Život
Narodil se v rodině židovského původu v Budapešti a studoval hru na piano od pěti let věku. Do roku 1974 studoval v Budapešti, poté v Londýně. V roce 1979 emigroval z Maďarska a žil v New Yorku. Pokoušel se získat občanství USA, nesplňoval však podmínky pro jeho udělení z důvodu dlouhých koncertních turné, při kterých byl mimo USA. V roce 1987 získal rakouské občanství a žil střídavě v Londýně a Salcburku. V roce 2001 získal britské občanství a rakouského se zřekl na protest proti vzestupu rakouské krajní pravice. Jeho manželkou je japonská houslistka Juuko Šiokawa (japonsky 塩川 悠子).

## Hudba
Patří k předním interpretům Bachovy, Mozartovy, Beethovenovy, Schubertovy a Schumannovy klavírní hudby a získal řadu prestižních hudebních cen včetně ceny Grammy za rok 1990 v kategorii nejlepší klasický výkon - sólový umělec bez orchestru za nahrávku Bachových Anglických suit.
Preferuje piana značky Bösendorfer před nástroji značky Steinway & Sons. Pokud je to možné, bere si svůj nástroj s sebou a hraje na něm.